# Linas Pilibaitis
Linas Pilibaitis (Kretinga, 5 aprile 1985) è un calciatore lituano, centrocampista del TransINVEST.

## Caratteristiche tecniche
Interno di centrocampo, può giocare sia come mediano sia come trequartista.

## Carriera

### Club
Ha diviso la sua carriera tra Lituania, Scozia, Ungheria, vincendo 13 titoli nei club.

### Nazionale
Il primo marzo 2006 esordisce in Nazionale contro l'Albania (1-2). Il 29 maggio 2012 indossa per la prima volta la fascia da capitano della Lituania nella sfida contro la Russia (0-0). È capitano per altri tre match internazionali.

## Palmarès

### Club

#### Competizioni nazionali
- A Lyga: 7

FBK Kaunas: 2002, 2003, 2004, 2006
Žalgiris: 2014, 2015, 2016
- Coppa di Lituania: 8

FBK Kaunas: 2002, 2004, 2005, 2008
Žalgiris: 2013-2014, 2014-2015, 2015-2016, 2016
- Campionato ungherese: 1

Gyori ETO: 2012-2013
- Magyar Szuperkupa: 1

Gyori ETO: 2014
- Supercoppa di Lituania: 1

FBK Kaunas: 2016